# Металоорганічні сполуки
Мета́лооргані́чні сполу́ки (англ. organometallic compounds) — органічні сполуки, в яких реалізується безпосередній зв'язок атома металу з вуглецем. Зважаючи на незначну поширеність металоорганічних сполук у живій природі, цей тип речовин можна розглядати як поєднувальну ланку між неорганічною та органічною галузями хімії.

## Загальний опис
Металоорганічні сполуки — сполуки, що містять зв'язок M—C, який може мати σ-характер переважно з неперехідними металами, а з перехідними утворюватися за рахунок заповнення d-оболонок металу π-електронами ненасичених сполук (ароматичних, дієнових та ін.).
В металоорганічних сполуках першого типущо містять зв'язок M—C полярність і реакційна здатність зв’язків  в гетеролітичних реакціях зменшується при переході зверху в низ для сполук ІІб і III груп періодичної системи і збільшується для сполук I, IIa, IV і V груп. Термічна стабільність зменшується зверху в низ для сполук III і IV груп, а також при переході від ароматичних сполук до аліфатичних.
Найпоширенішими металоорганічними сполуками є:
- Літійорганічні
- Магнійорганічні (реактиви Гріньяра)
- Алюмінійорганічні (каталізатори Ціглера — Натта)
- Металоцени (фероцен), а також тетраетилсвинець і кобальтовмісний вітамін B12 (ціанокобаламін).